# Kratos
Kratos a God of War nevű játéksorozat főszereplője. Az összes God of War játékban megjelenik mint Antihős. Kratos könnyen felismerhető fehér bőréről, ami nem más, mint első feleségének és lányának hamvai, illetve vörös tetoválásáról, amit elvesztett testvére (Deimos) tisztelete miatt visel testén. Bőrszíne miatt néha a Ghost of Sparta (Magyarul: Spárta szelleme) néven nevezik.
Félisten. Apja Zeusz. Két gyermeke született: az első Calliope (Kratos megölte, első feleségével együtt), a második Atreus, akit általában Fiúként nevez.
Kratos többször meghalt, de mindig visszatért az alvilágból.

## Története

### 1. rész
Halandó ember volt aki a spártaiak körében harcolt. Kegyetlenek, de hasznosak voltak a módszerei, az ellenség mindig félelemmel szállt vele szembe. Ám egyszer a barbárok ellen harcolva vereséget szenvedtek, és Kratos Arésztól kért segítséget, aki a szolgálójává tette. Rémálmok gyötörték mindazért a szörnyű dologért amit Arész szolgálatában tett, főleg saját lánya és első felesége meggyilkolása. Harcolt Arésszal, mert az istenek ellen szegült és vágyott arra, hogy az istenek megszabadítsák a rémálmaitól. Ám miután megölte Arészt, nem szabadították meg a rémálmaitól, de a bűnei meg lettek bocsátva. Nem ezt szerette volna, ezért felment Görögország legnagyobb hegyére, ahonnan levetette magát, de mint egy tollpihe, felemelkedett az óceánból, és újra földet ért. Azt mondták neki hogy ez nem a végzete. Még az Olümposzon üresen áll egy trón, és azt valakinek be kell töltenie. Így lett a háború Istene.

### 2. rész
A háború isteneként a spártaiak oldalán állt, majd amikor segítséget kértek tőle, lement a Földre, de Zeusz megakadályozta, hogy segítsen a spártaiaknak, és amikor megérkezett, Zeusz sas képében lejött, Athéné pedig kicsivé változtatta. Ezt követően a főisten életre keltette a Rodoszi Kolosszust. Később Zeusz az égből leküldte az Olümposz pengéjét, hogy segítsen megölni a lényt. Az összes isteni erejét bele kellett adnia a fegyverbe, azért, hogy megölhesse. Miután legyőzte a bestiát az utolsó támadásával a halandó Kratos-t leüti és teljesen legyengíti.  Majd Zeusz, látva, hogy gyermeke olyannyira legyengült, hogy semmi ereje nem volt már, ledöfte őt az Olümposz pengéjével. Ezután Kratos lekerült az Alvilágba, ahol Gaia a titán segített neki annak reményében, hogy Kratos képes lehet legyőzni Zeuszt. Kratos elmegy és legyőzi a Moirákat, majd visszautazva az időben majdnem megöli Zeuszt, de Athéné az életét adja Zeuszért. Ekkor Kratos még visszább megy a Nagy Háborúba az Istenek és Titánok közt, és visszahozza a Titánokat a jelenbe, hogy megküzdjenek az olümposzi Istenekkel.